# かわいい女 (アルバム)
『かわいい女』（かわいいおんな）は、SIONの6枚目のオリジナル・アルバム。1991年4月21日発売。発売元はBAIDIS（テイチク）。

## 解説
これまでの作品に比べてブルース色の強い、SIONの6thアルバム。
CD、カセットテープの2形態で発売された。
3rdシングル『元気か?』と同時発売。

## リリース変遷
2004年4月21日に再発売され、2008年8月27日に紙ジャケット・リマスタリング仕様で再発売された（現在は廃盤）。

## 収録曲
全作詞・作曲：SION　編曲：松田文
1. あんたがいい (5:28)
2. ふんだりけったり(自業自得) (3:00)
3. 最初の鳴き声が聞きたい (4:44)
4. どうなってんだ (3:44)
5. 強くなりてぇ (3:36)
6. 元気か? (3:59)
  - 3rdシングル。
7. My Business (3:00)
8. かわいい女 (4:11)
  - 3rdシングル『元気か?』のカップリング曲。
9. 夢を見るには (5:09)
10. これまで通りに (4:08)
11. もうしわけない (4:17)
12. 信号 (3:46)

## 参加ミュージシャン
- SION：ボーカル、ギター、ハーモニカ
- 松田文：ギター
- 徳武弘文：ギター
- 佐々木久美：キーボード
- 小山秀樹：キーボード
- 井上富雄：ベース
- 津田篤孝：ベース
- 渡辺等：ベース
- バカボン鈴木：ベース
- 宮田繁男：ドラム
- 小野口直人：ドラム、パーカッション
- ユンケル鼻血：ドラム、パーカッション
- T.HIPS' HORNS
  - 鈴木正則：トランペット
  - 藤井 "MABO" 正弘：テナーサックス
  - 内田光昭：トロンボーン
  - 徳広裕：バリトンサックス